# Степанян, Вардан Робертович
Вардан Робертович «Душман» Степанян (арм. Վարդան Ռոբերտի «Դուշման» Ստեփանյան; 9 марта 1966, Ереван — 3 июля 1992, с. Мирушен, Нагорный Карабах) — армянский военный деятель. Участник Афганской и Первой карабахской войн.

## Биография

### Ранние годы и Афганская война
Вардан Степанян родился 9 марта 1966 года в Ереване. В 1983 году окончил городскую среднюю школу № 32 имени Туманяна. С самого детства мечтал о военной карьере и в 1984 году в тайне от родственников добровольцем отправился в Афганистан, где в течение двух лет проходил службу в составе советского контингента.

### Первая карабахская война
После демобилизации Вардан поступил на юридический факультет Ереванского государственного университета. В 1988 году, будучи студентом 4-го курса, добровольцем прибыл в Нагорный Карабах. В Нагорном Карабахе ощущалась острая нехватка оружия, поэтому осенью 1989 года Степанян по особому заданию отправился в Москву, откуда доставил в Армению партию оружия и боеприпасов, позднее переправленную в армянские населенные пункты Нагорного Карабаха.
Вывод последних советских войск из Нагорного Карабаха и возникшая после распада СССР эскалация Карабахского конфликта побудили Степаняна вернуться в Нагорный Карабах. Здесь он принял активное участие в боях при Ходжалы, Степанакерте, Малыбейли, Лачыне, Мардакерте, Аскеране и прочих населённых пунктах.

### Смерть
3 июля 1992 года погиб, подорвавшись на мине возле села Мирушен (Мирикенд). Был похоронен на военном кладбище «Ераблур», расположенном возле столицы Армении.

## Память
Одна из аудиторий юридического факультета Ереванского государственного университета названа в честь Вардана Степаняна. 

## Награды
- Медаль «За отвагу» (СССР)[3]
- Юбилейная медаль «70 лет Вооружённых Сил СССР»[3].
- Орден Боевого Креста I степени[арм.] (НКР, 1993, посмертно)[3]
- Орден Боевого Креста II степени (Армения, 1996, посмертно)[3].